# 英国-伊朗战争
英国-伊朗战争（波斯語：  جنگ ایران و انگلستان) 是1856年11月1日至1857年4月4日期間大不列颠及爱尔兰联合王国和伊朗崇高國卡扎尔王朝之間的戰爭。當時伊朗境內的赫拉特宣布独立，並且接受东印度公司治下的印度的保護，同時還与阿富汗酋长国结盟。之後英国和伊朗開戰，戰場分別位於伊朗南部和美索不达米亚南部。最終伊朗从赫拉特撤出并將赫拉特割讓給英國，而英国则从伊朗南部撤出。